# Тёмно-красный амарант
Тёмно-красный амарант (лат. Lagonosticta rubricata) — вид птиц из рода амарантов. Обитает в большей части Африки, ширина ареала — 5 400 000 квадратных километров.

## Описание
Длина тела 11 см. Клюв синевато-черный или темно-серый во всех возрастах. У самца сильный контраст между коричневой спиной и красным низом. Нижняя часть живота темная (часто черная). Молодь имеет коричневый живот. Кроющие перья у подхвостья чёрного цвета. У самки коричневые полоски между глазами и клювом. В полете красное надхвостье выделяется, так как сильно контрастирует с темно-коричневой верхней частью тела. Весят 8,6-11,7 г. У самцов шея, затылок и макушка серо-коричневые, переходящие в оливково-коричневую мантию с лопаточными, терциальными и кроющими крыла, которые также имеют оливково-коричневый, а иногда и серый цвет. Их верхние кроющие хвоста и внешние хвостовые перья темно-карминно-красного цвета с оттенком черного, а нижние части от подбородка до живота темно-алые. У них есть небольшие белые пятна на верхней части груди и боках крыльев, а под ними они полностью алые. Брюшко серого цвета с черным отверстием и подхвостьем, а их клюв черновато-серый с розовым основанием в нижней части нижней челюсти. Самки очень похожи на своих собратьев-самцов, но менее красочны. Что касается молодых особей, то у них нет красного брюха и они более бледные по сравнению с размножающимися самцами. Они едят семена, такие как канареечник, просо, и другие семена, богатые витаминами и минералами, которые добывают в земле. Они также едят проросшие семена, свежемолотые зеленые головки семян вместе с зелёными листовыми овощами, такими как капуста, свекла, чой и шпинат. Птицы едят насекомых, таких как мучные черви, термиты, личинки и медведки. Эти птицы издают разнообразные звуки — повторяющиеся трели, звуки, похожие на пронзительный звон колокольчика, резкие сигналы тревоги и тихое кудахтанье. В дикой природе живут 5 лет.

## Биология
Обитает в Сенегамбии, Сенегале, Гвинее-Бисау, Гвинее, Мали, Сьерра-Леоне, Либерии, Кот-д'Ивуаре, Гане, Того, Бенине, Нигерии, Камеруне, Центральноафриканской Республике, Экваториальной Гвинее, Габоне, Конго, Анголе, Судане, Эфиопии, Кении, Уганде, Руанде, Бурунди, Танзании, Замбии, Мозамбике, Малави, Зимбабве, Южной Африке, Квазулу-Натал, и в Эсватини. Есть 5 подвидов; Lagonosticta rubricata rubricata: Южная Африка, Эсватини и Мозамбик к югу от реки Саве. Lagonosticta rubricata landanae обитает в зоне ниже Конго, западная Ангола. Lagonosticta rubricata haematocephala: Восточная Африка; от Эфиопии до Уганды и на юг до Зимбабве и Мозамбика к северу от реки Саве. Lagonosticta rubricata congica обитает от Камеруна до южного Судана, западной Уганды и в Заире, Lagonosticta rubricata polionata: от Гвинеи до Нигерии. Обитает в кустах и высокой траве. Заросли в Торнвельде, речные заросли, лесные опушки и пригороды. Живёт в более влажных местообитаниях, чем у большинства амарантов. Будучи небольшой птицей, тёмно-красный амарант обычно является мишенью крупных хищников, таких как кошек, змей, енотов, сов, ястребов, орлов, лис и других хищников.

### Размножение
Гнездо строит самец, состоящее из шарообразной конструкции с боковым входом, сделанной из длинных сухих травинок и с внутренней оболочкой из соцветий мягкой травы, иногда выстланной перьями. Обычно оно скрывается в густой траве, подлеске или в пучке травы, растущем из упавшей ветки или пня, на высоте около 0,5–2,0 метра над землей. Сезон спаривания приходится на ноябрь-июнь, пик приходится на январь-апрель. Откладывает 2-5 яиц, которые насиживают оба пола около 11-12 дней. Птенцов кормят оба родителя и примерно через 14-19 дней покидают гнездо, после чего кормят еще 10 дней, после чего вскоре становятся полностью самостоятельными.